# Мининское (Тверская область)
Мининское — опустевшая деревня в Удомельском городском округе Тверской области.

## География
Деревня находится в северной части Тверской области на расстоянии приблизительно 33 км на север-северо-запад по прямой от железнодорожного вокзала города Удомля.

## История
Впервые деревня упоминается в 1501 году. В советский период истории здесь действовали колхозы им. Сталина и «Прогресс». Дворов (хозяйств) было 10 (1859 год), 19 (1886), 13 (1911), 9 (1958), 1 (1986), 0 (1999). До 2015 года входила в состав Котлованского сельского поселения до упразднения последнего. С 2015 года в составе Удомельского городского округа. Ныне опустела.

## Население
Численность населения: 19 человек (1859 год), 95 (1886), 98 (1911), 29 (1958), 2 (1986), 0 (1999), 1 (русские 100 %) в 2002 году, 1 в 2010.